# Comeback (1987)
Comeback is een Britse dramafilm uit 1987, geregisseerd door David Ambrose. De film is gebaseerd op de roman Second Chance van John Charters.

## Verhaal
Een patiënt herstelt in een mysterieus ziekenhuis na een mislukte zelfmoordpoging.

## Rolverdeling
| Acteur          | Personage    |
| --------------- | ------------ |
| Anton Rodgers   | John         |
| Stephen Dillane | Alec         |
| Kate Buffery    | Dr. Marshall |
| Lesley Nicol    | Carol        |
| Ian Bleasdale   | Intern       |

## Ontvangst
De film ontving vier sterren op het filmplatform VPRO Cinema.